# Enrique Corrales Martín
Enrique Corrales Martín (Sevilla, Andalusia, 1 de març del 1982) és un futbolista andalús que juga com a defensa al RCD Mallorca.

## Trajectòria
Enrique Corrales arribava al RCD Mallorca a mitjan juliol de 2008, procedent d'Osasuna, per a ocupar la posició de lateral esquerre. El jugador format en les categories inferiors del Reial Madrid, va ser el setè reforç del conjunt mallorquinista per a la temporada 2008-09, amb una gran trajectòria a primera divisió a l'haver disputat 85 partits en la màxima categoria i deu a la Copa de la UEFA.
En la seva primera temporada en el RCD Mallorca va obtenir tota la confiança del tècnic andalús i va entrar en els seus plans des dels primers partits de Lliga però els mals resultats obtinguts en els partits de la primera volta van fer que es replantegés l'esquema de l'equip i entre ells el del defensa. El lateral esquerre veia ara com la seva titularitat es veia amenaçada per la progressió del seu company Ayoze Díaz.
Un dels objectius per a la temporada 2009-10 serà així el de recuperar el seu millor estat per oferir un joc amb garanties com ja ha demostrat durant la seva llarga carrera esportiva. Aquest jugador aporta experiència i veterania dins d'un vestuari amb jugadors joves.